# Kostel Nanebevzetí Panny Marie (Valtice)
Kostel Nanebevzetí Panny Marie ve Valticích je farní kostel římskokatolické farnosti Valtice v jihomoravských Valticích v okrese Břeclav. Kostel je chráněn jako kulturní památka.

## Historie

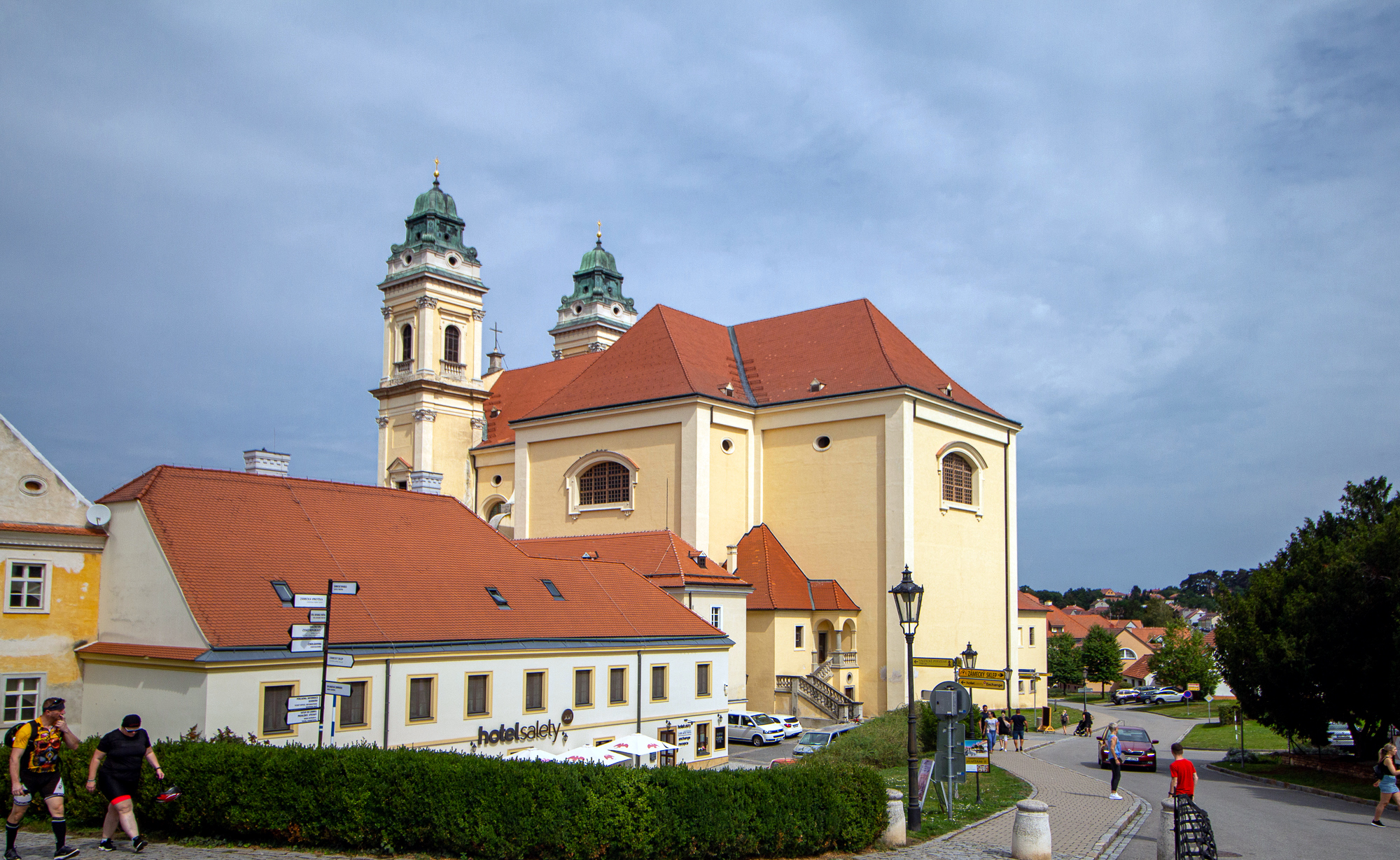
Závěr kostela od zámku

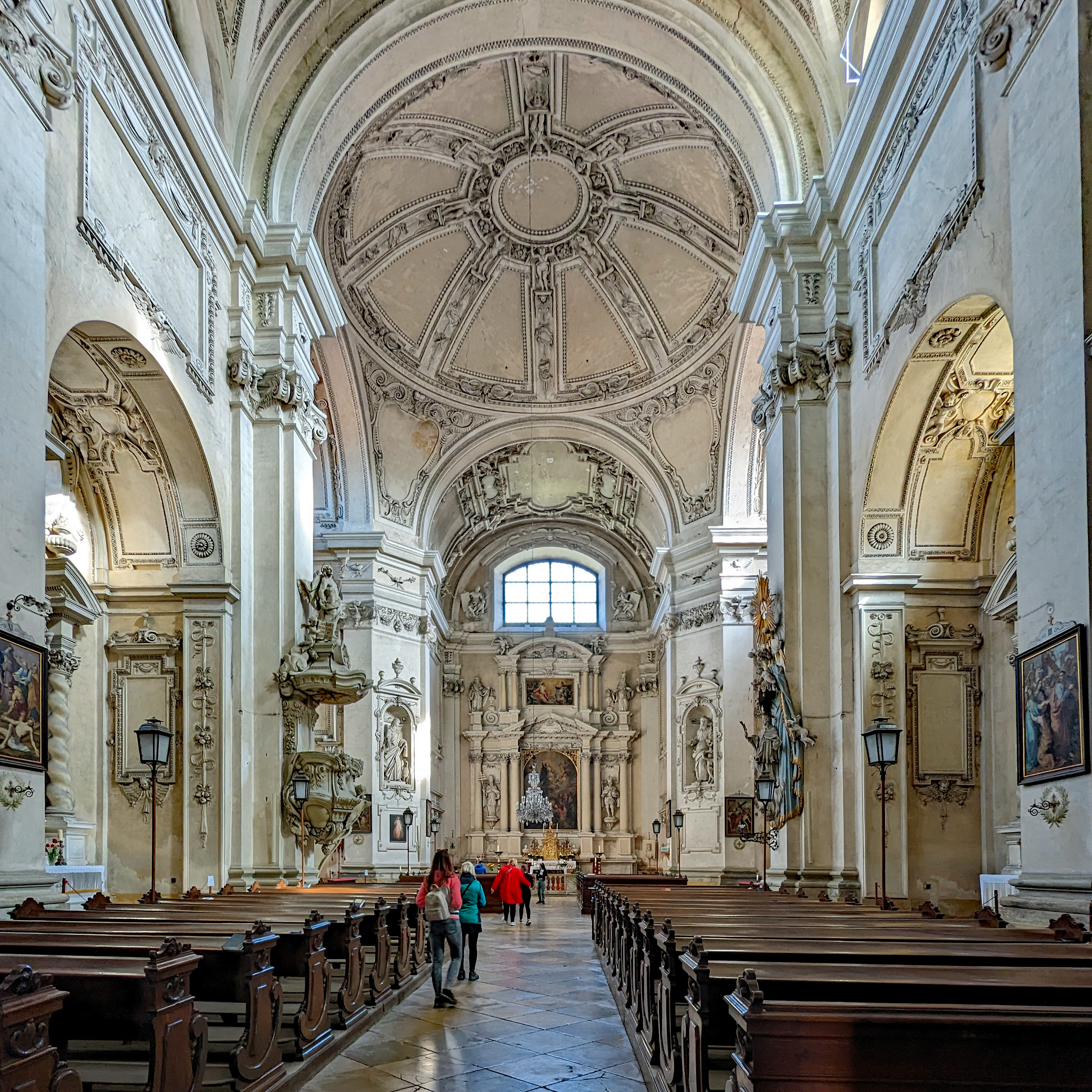
Interiér kostela

Původní kostel ve Valticích byl poprvé připomínán v polovině 13. století. Poté, co ho husité vypálili, byl sice opraven, ale na začátku 17. století už nevyhovoval rostoucímu počtu farníků. 
Za knížete Karla Eusebia z Lichtenštejnu začala roku 1631 stavba současného chrámu staviteli Giovannim Carlonem a Giovannim Giacomem Tencallou. První překážkou dostavby bylo zřícení kopule a poškození štukové výzdoby v roce 1638. Vedení další stavby převzal v roce 1641 brněnský zednický mistr Ondřej Erna. V letech 1645–1653 však byly Valtice obsazeny švédskými vojsky, další odklad prací způsobilo nebezpečí tureckého vpádu, takže stavba byla dokončena až po 40 letech roku 1671.

## Popis
Jedná se o raně barokní jednolodní kostel půdorysu kříže s pravoúhlým kněžištěm a dvěma věžemi o výšce 60 m. V roce 1992 byly na věž umístěny dva nové zvony. Zařízení kostela je z 18. století. Jeden z obrazů na hlavním oltáři je originál od Petera Paula Rubense. Obrazy křížové cesty jsou od malíře Karla Birnbauma, v pravé boční kapli je reprodukce velkého kříže Ignáce Weiricha  z Jemnice. Stěny a klenby jsou bohatě vyzdobeny štukovými výjevy. Kostel vévodí panoramatu města z mikulovské strany.